# Satanic Rites
Satanic Rites je treći i posljednji demoalbum švicarskog ekstremnog metal sastava Hellhammer. Snimljen je i objavljen u prosincu 1983. Uz ostale Hellhammerove albume, imao je veliki utjecaj na nastajanje żanrova black metala i death metala.
Satanic Rites kasnije se pojavio na kompilaciji Death Entrails, zajedno s druga dva demoalbuma Death Fiend i Triumph of Death.

## Pozadina
Martin Eric Ain bio je u 16. godina života tijekom snimanja Satanic Rites.  U to vrijeme postava Hellhammera stalno se mijenjala. 
U knjigi Mean Deviation: Four Decades of Progressive Heavy Metal, demoalbum je opisan kao "poboljšan, ali još uvijek primitivan".
Tri člana norveškog black metal sastava Mayhem preuzeli su imena iz naslova pjesama s ovog izdanja. Osnivač i gitarist Euronymous, a prve dvije pjevači Messiah i Maniac.

## Popis pjesama
| 1. | »Intro«                                      | 0:59 |
| 2. | »Messiah«                                    | 4:22 |
| 3. | »The Third of the Storms (Evoked Damnation)« | 3:04 |
| 4. | »Buried and Forgotten«                       | 6:03 |
| 5. | »Maniac«                                     | 3:48 |
| 6. | »Eurynomos«                                  | 3:11 |

| Strana B | Strana B              | Strana B | Strana B | Strana B | Strana B | Strana B | Strana B | Strana B | Strana B |
| Br.      | Skladba               | Trajanje |          |          |          |          |          |          |          |
| -------- | --------------------- | -------- | -------- | -------- | -------- | -------- | -------- | -------- | -------- |
| 7.       | »Triumph of Death«    | 7:01     |          |          |          |          |          |          |          |
| 8.       | »Revelations of Doom« | 3:05     |          |          |          |          |          |          |          |
| 9.       | »Reaper«              | 2:30     |          |          |          |          |          |          |          |
| 10.      | »Satanic Rites«       | 7:19     |          |          |          |          |          |          |          |
| 11.      | »Crucifixion«         | 2:47     |          |          |          |          |          |          |          |
| 12.      | »Outro«               | 2:02     |          |          |          |          |          |          |          |
| 46:11    |                       |          |          |          |          |          |          |          |          |

## Zasluge
| Hellhammer - Satanic Slaughter – vokal, gitara, bas-gitara, produkcija - Sleyed Necros – prateći vokal, produkcija - Denial Fiend – bubnjevi | Ostalo osoblje - Metin "Med" Demiral – dodatni vokal (na pjesmi "The Third of the Storms (Evoked Damnation)"), inženjer zvuka |